# مدير مكتب البريد
مدير مكتب البريد، وهو رئيس مكتب بريد فردي، وهو المسؤول عن جميع الأنشطة البريدية في مكتب بريد محدد. عندما يكون مدير البريد مسؤولاً عن منظمة توزيع بريد كاملة (عادةً ما تكون برعاية حكومة وطنية)، يُستخدم عادةً لقب المدير العام للبريد. تشمل مسؤوليات مدير البريد عادةً إدارة منشأة مركزية لتوزيع البريد، وإنشاء مسارات لسعاة البريد، والإشراف على سعاة البريد والكتبة، وتطبيق قواعد وإجراءات المنظمة. مدير البريد هو ممثل المدير العام للبريد في مكتب البريد المعني.
في كندا، تم تسمية العديد من الأماكن المبكرة على اسم مدير مكتب البريد الأول.

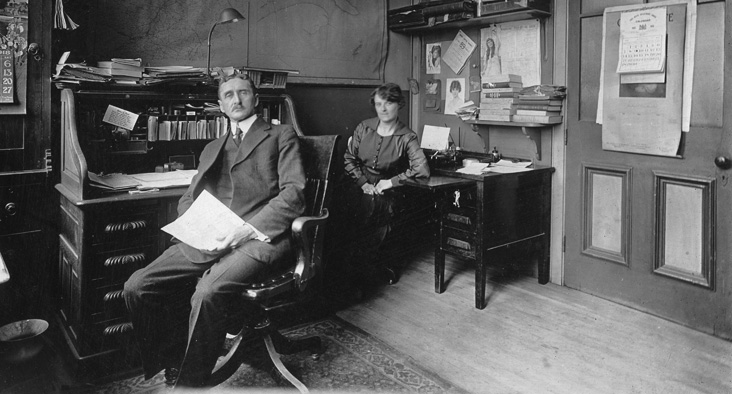
مدير مكتب البريد في شيربروك كيبيك، في عام 1918

## تاريخ

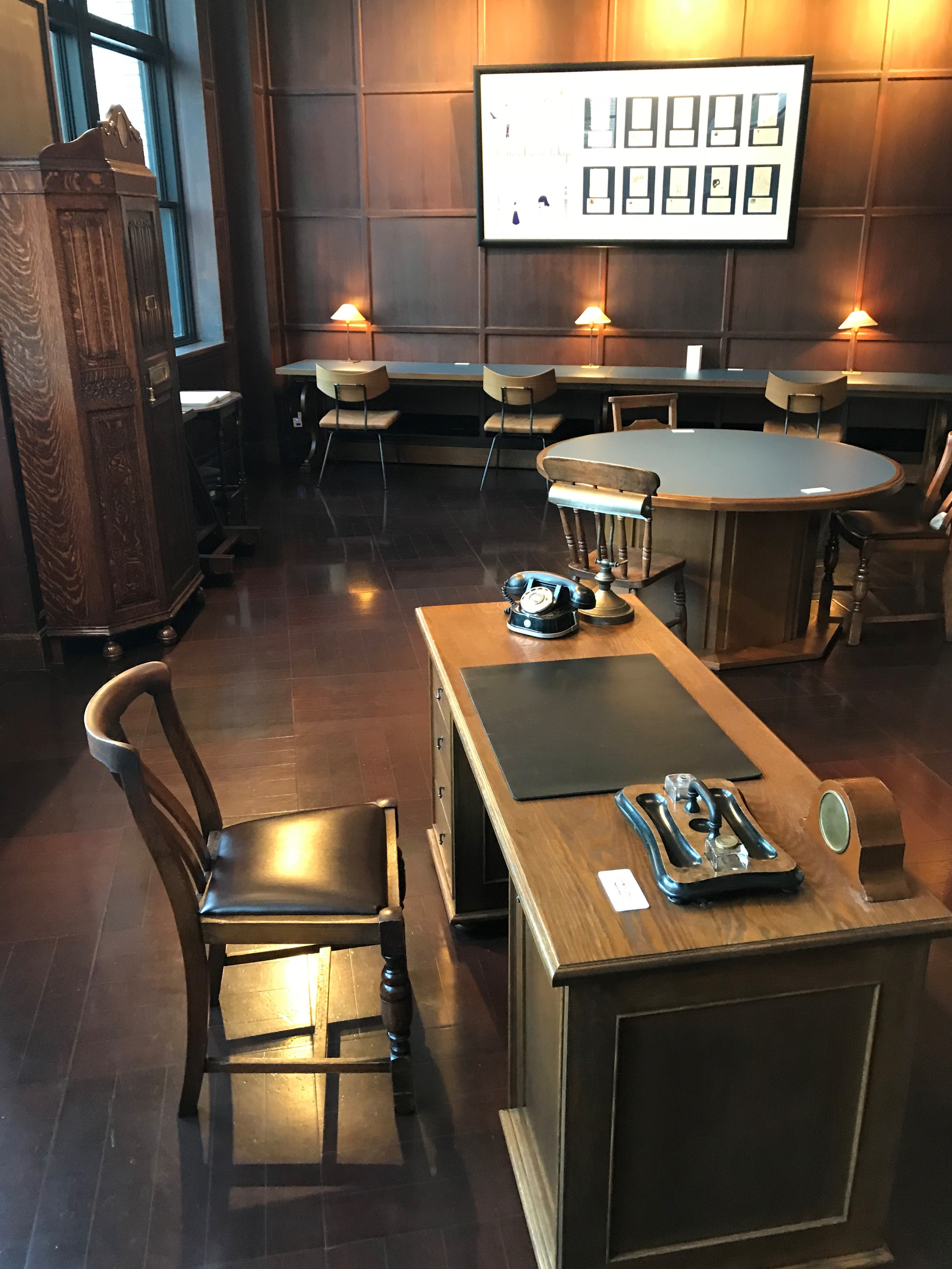
مكتب مدير البريد التاريخي، طوكيو

في زمن العربات التي تجرها الخيول، كان مدير مكتب البريد هو الشخص الذي يُؤجر الخيول و/أو الفرسان (المعروفين باسم "البريديون" أو "صبية البريد"). وكان مدير مكتب البريد يقيم في "بيت بريد".
كان أول مدير عام لمكتب البريد في الولايات المتحدة هو الأب المؤسس الشهير الرئيس بنجامين فرانكلين.

## الولايات المتحدة

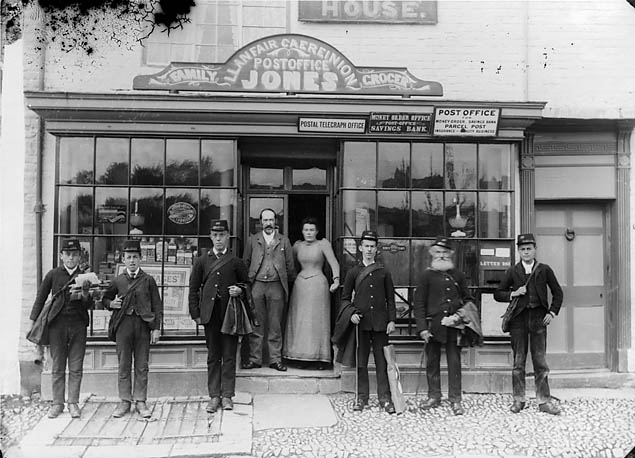
مكتب البريد لانفير كيرينيون

كان منصب مديري البريد منصبًا مُعيّنًا، وكان يُقدّره أعضاء الأحزاب السياسية، إذ يُساعد في إبقاء ممثليهم السياسيين في السلطة. كان تعيين وإقالة معظم مديري البريد من قِبل المساعد الأول للمدير العام لبريد الولايات المتحدة في واشنطن العاصمة، بينما كان يُرشّح مديري البريد الذين يتقاضون أكثر من 1000 دولار سنويًا من قِبل رئيس الولايات المتحدة، ويُصادق عليهم مجلس الشيوخ الأمريكي. كان النظام في كثير من الأحيان نظامًا قائمًا على المحسوبية، حيث يحصل مديرو البريد على وظائف بطريقة غير رسمية من قِبل الحزب الحاكم.
تاريخيًا، شغلت النساء منصب مديري البريد في الولايات المتحدة منذ حرب الاستقلال الأمريكية، وحتى قبل ذلك، في ظل الحكم البريطاني، قبل أكثر من قرن من حصولهن على حق التصويت. شكّلت موجة مديرات البريد المُعيّنات خلال أواخر القرن التاسع عشر عنصرًا حاسمًا في توسيع نطاق دخول النساء إلى نظام الحكومة الفيدرالية.
ينتمي العديد من مديري مكاتب البريد إلى منظمة إدارية تتشاور مع الخدمة البريدية للولايات المتحدة (USPS) بشأن التعويضات والسياسات. في الأول من نوفمبر/تشرين الثاني 2016، اندمجت المنظمتان، الرابطة الوطنية لمديري مكاتب البريد في الولايات المتحدة (NAPUS) والرابطة الوطنية لمديري مكاتب البريد، لتشكيل اتحاد مديري مكاتب البريد الأمريكية (UPMA).
يعتمد مستوى الراتب على عمليات التسليم وإيرادات مكتب البريد. تتراوح مستويات الخدمة التنفيذية والإدارية (EAS) من 18 إلى 26. لم تعد مكاتب البريد الصغيرة المُدارة عن بُعد تُدار من قِبل مديري بريد، وهي تُرفع تقاريرها إلى مكتب بريد أكبر قريب. أما مكاتب البريد الحضرية الأكبر فهي خدمة تنفيذية مهنية بريدية (PCES).

## في فرنسا
في فرنسا، في ظل النظام القديم وحتى عام 1873، كان مدير مكتب البريد يمارس عمله بموجب شهادة صادرة لهُ من السلطة التي كان يعتمد عليها، وهي المراقب العام للبريد، ثم مديرية البريد العامة، والمشرف العام للبريد من عام 1672 إلى عام 1792، وأخيرًا المدير العام للبريد من عام 1804. ارتدى مدير مكتب البريد زيًا رسميًا منذ عام 1786. تم شراء منصب مدير مكتب البريد. نظريًا، لم تكن الشهادة قابلة للتفاوض، ولكن لم يكن من غير المألوف استبدالها بالمال على الرغم من حظر إدارة البريد.

## مديرو البريد البارزون
- ماديسون ديفيس، أول مديرة بريد أمريكية من أصل أفريقي في أثينا، جورجيا
- بنجامين فرانكلين، أحد الآباء المؤسسين
- ماري كاثرين غودارد، مديرة البريد الوحيدة المعروفة عندما عُيّن بنجامين فرانكلين أول مدير عام لبريد الولايات المتحدة.
- فرانسوا جوبان، المدير العام لبريد جنوب هولندا خلال حرب الخلافة الإسبانية، والذي أدار حكومة نوار
- أبراهام لينكون، الرئيس الأمريكي الذي ألغى العبودية
- مونرو مورتون، مدير بريد أمريكي من أصل أفريقي في جورجيا
- إسحاق نيكولز، أول مدير بريد في أستراليا
- تامي فلوريس غارمان شونين، أول مديرة بريد في غوام.[7][8]
- هيلين جيه ستيوارت، أول مديرة بريد في لاس فيغاس، نيفادا.
- ألكسندرين فون تاكسيس، جنرال الإمبراطورية الألمانية، مديرة مكتب بريد الرايخ القيصري.
- جيسي ويشل، أول مديرة مكتب بريد في السويد.
- بنجامين إف. ستابلتون، عمدة دنفر.
- ميني م. كوكس، أول مديرة مكتب بريد أمريكية من أصل أفريقي معروفة.

## روابط خارجية
- الرابطة الوطنية لمديري البريد
- اتحاد مديري مكاتب البريد في أمريكا